# نمود استمراری
نمود استمراری بیانگر تداوم یا در حال انجام بودن یک عمل است. بیشتر دستورنویسان بین استمرار، عادت و تکرار تمایزی قائل نشده‌اند و این امر بیشتر ناشی از معانی گوناگون پیشوند تصریفی «می» است.

## راهکارهای صوری فراداد استمرار

### پیشوند فعلی «می»
پیشوندهای فعلی «همی» و «می» در زبان فارسی قدیم بر استمرار و عمل در جریان دلالت داشته‌اند. در فارسی سده‌های نخست از «همی» برای فراداد نمود استمراری استفاده شده‌است. «همی» خود واژه‌ای قاموسی در زبان پهلوی بوده‌است به چم «همیشه». بعد از اسلام این واژه دستخوش دستوری‌شدگی شد و با پیمودن مراحل دستوری‌شدگی رفته رفته خودایستایی آن کمتر و کمتر شد و در نقش پیشوند تصریفی برای فراداد استمرار درآمد. «همی» به تدریج بر اثر سایش آوایی به «می» تبدیل شد.
با اینحال دستکم در زبان فارسی معاصر این پیشوند کاربردهای چندگانه پیدا کرده‌است. معنای استمرار این پیشوند به ویژه در زمان مضارع ضعیف گشته‌است و در واقع امروزه در زمان مضارع این پیشوند را تنها در جایی که قید خاصی یا قرائنی در بافت وجود داشته باشد می‌توان نشانه استمرار دانست. به همین دلیل در اکثر کتابهای دستور صورتهایی مانند «می‌نویسم» را به عنوان مضارع اخباری یا حال ساده معرفی می‌کنند. با نگاهی به جملات زیر می‌توان دریافت که وجود قیدهای الآن و همین الان است که باعث می‌شود ما از آنها تعبیر استمراری داشته باشیم و حتی نمی‌توان این جملات را از موارد نمودِ دستوریِ استمراری دانست چرا که در این جملات وجود قیدهای مذکور است که بیانگر استمرار است.
- همین الان درس می‌خوانم.
- الآن رادیو گوش می‌دهم.

یا جملهٔ «علی به گل‌ها آب می‌دهد» اگر همزمان با عمل آب دادن بیان شود، به عملی اشاره دارد که در حال انجام گرفتن است پس دلالت بر استمرار خواهد داشت؛ ولی ممکن است گوینده این جمله را همزمان با عمل آب دادن علی بیان نکند بلکه به این معنا باشد که علی هر چند روز یکبار به گلها آب می‌دهد که در این صورت بیانگر نمود عادتی است.

### فعل معین «داشتن»
ضعیف شدن دلالت پیشوند «می» بر استمرار باعث شده که اهل زبان از فعل داشتن برای بیان استمرار بهره جویند. بکارگیری فعل داشتن در قالب فعل معین در زبان فارسی سابقه داشته‌است و در سده‌های اولیهٔ هجری برای فراداد نمود کامل در جمله‌هایی مانند: «اسبی که برنشسته داشت» و «مرقعی که پوشیده داشت» پس از فعل اصلی استفاده می‌شده‌است؛ یعنی شبیه آنچه که فعل معین داشتن در انگلیسی دارد؛ ولی کاربرد فعل معین داشتن برای بیان استمرار بسیار جدید است و علی اکبر دهخدا در کتاب چرند و پرند اولین نویسنده‌ای است که در نوشتار آنرا بازتاب داد. در زبان انگلیسی فعل معین داشتن به همراه وجه وصفی been می‌تواند نمایانگر نمود ناقص از جمله نمود استمراری باشد.

## راهکارهای معنایی بیان استمرار
راه دیگر نشان دادن مفهوم استمرار استفاده از عبارتهای در حال، مشغول، سرگرم، و … است. به کار بردن این عبارتها با صورت مصدری فعل بعلاوهٔ فعل ربطی «بودن» جمله‌هایی را تولید می‌کند که بیانگر مفهوم استمرار است.
- علی مشغول بستن بند کفشش بود.
- پسرم سرگرم نوشتن پایان‌نامه‌اش است.

## افعال فاقد نمود استمراری
نمود استمراری با  افعال لحظه‌ای و  افعال ایستا همراه نمی‌شود. افعال لحظه‌ای مانند: افتادن، رسیدن، شکستن، ترکیدن، شناختن، شروع شدن، تمام شدن، ایستادن، پذیرفتن، سکته‌کردن و از این قبیل استمرارپذیر نیستند. البته ممکن است افعال لحظه‌ای با نشانه‌های صوری استمرار نظیر پیشوند «می» و فعل معین داشتن ظاهر شوند ولی این موارد نشانگر نمود تقریب هستند. مانند جمله‌های «داشتم از ترس سکته می‌کردم»، «کیسه دارد پاره می‌شود».
افعال ایستا نیز که شامل افعال حسی، عاطفی و ملکی‌اند از نظر ماهیت معنایی استمرارناپذیرند. افعالی مانند:
داشتن، دانستن، شناختن، خواستن، بودن، دوست داشتن. اگر فعل معین داشتن را با این دسته از افعال همراه کنیم جمله‌های نادرست و نپذیرفتنی به دست می‌آید. مانند:
- او دارد پول می‌خواهد.
- من داشتم می‌دانستم.
- علی دارد دانش‌اموز است.

برخی افعال به دلیل ماهیت چندمعنایی که دارند در یک جمله می‌توانند صورت استمراری داشته باشند اما در جمله دیگر چنین نیست. مانند فعل «فکر کردن».
- من داشتم فکر می‌کردم که او راست می‌گوید.
- داشتم به رویدادی که برایم رویداد فکر می‌کردم.

در جملهٔ نخست فکر کردن به معنای «گمان کردن» است که یک فعل ایستا است و به همین دلیل از دید اهل زبان نادرست است؛ ولی در جمله دوم فکر کردن به معنای «اندیشیدن» است که یک فعل تداومی و استمرارپذیر است.